# Muzeum Poczty Polskiej w Gdańsku
Muzeum Poczty Polskiej w Gdańsku – muzeum w Gdańsku poświęcone Poczcie Polskiej w Wolnym Mieście Gdańsku, funkcjonującej w latach 1920–1939. Szczególnie cenne są jego dokumenty oraz eksponaty związane z obroną Polskiego Urzędu Pocztowo-Telegraficznego nr 1 w Gdańsku 1 września 1939. Muzeum kultywuje pamięć o obrońcach Poczty Polskiej i ich rodzinach, a także przybliża działalność patriotyczno-społeczną Polaków z Wolnego Miasta Gdańska.
Muzeum, powstałe w 1979 roku, do 2003 roku było oddziałem Muzeum Poczty i Telekomunikacji we Wrocławiu, a obecnie jest jednym z oddziałów Muzeum Gdańska.

## Historia

### Miejsce, gdzie znajduje się muzeum i jego historia do 1920 roku
Budynek Muzeum Poczty Polskiej w Gdańsku znajduje się na historycznym obszarze gdańskiego Starego Miasta zwanym Zamczyskiem – rozciąga się on pomiędzy ul. Tartaczną, placem Obrońców Poczty Polskiej, Kanałem Raduni oraz Motławą, wzdłuż ul. Wartkiej.
Znajdował się tu gród polskich namiestników, a następnie książąt z dynastii Sobiesławiców. W 1308 roku zdobyli go Krzyżacy i dokonali rzezi mieszkańców, a następnie ok. 1338 roku zaczęli budować w okolicach obecnej ul. Grodzkiej murowany zamek będący siedzibą komtura. Po jego zburzeniu przez gdańszczan w 1454 roku tereny te przez wiele lat były niezabudowane. W 1629 roku w północnej części Zamczyska wzniesiono Dom Poprawy dla sprawiającej problemy wychowawcze młodzieży, zamieniony w 1790 roku na więzienie. W latach 30. XIX wieku w jego miejscu powstał Królewski Szpital Garnizonowy nr 2.
W myśl zapisów traktatu wersalskiego (1919) wojska niemieckie opuściły Gdańsk, w tym także lazaret na placu Heweliusza (obecnie Obrońców Poczty Polskiej). Polsko-gdańska komisja majątkowa postanowiła, że północne skrzydło budynku przejmą Polacy, a część zachodnią strona gdańska, która umieściła tu II Rewir Policji oraz Krajowy Urząd Pracy.

### Poczta Polska w Gdańsku i jej obrona 1 września 1939
Placówki Poczty Polskiej zostały utworzone w Gdańsku na podstawie art. 104 traktatu wersalskiego z 28 VI 1919 i konwencji paryskiej (1920). W 1920 roku powstała w Gdańsku Dyrekcja Poczt i Telegrafów na Pomorze, a w 1921 roku utworzono w jej miejsce Dyrekcję Poczt i Telegrafów RP. Polski Urząd Pocztowo-Telegraficzny nr 1 w Gdańsku położony przy placu Heweliusza był głównym miejscem pracy polskich pocztowców w Wolnym Mieście Gdańsku, posiadał linię telefoniczną łączącą go z Polską. Pozostałe polskie oddziały pocztowe znajdowały się na Dworcu Głównym (Polski Urząd Pocztowy nr 2 w Gdańsku) i w Młyniskach nad Martwą Wisłą (Polski Urząd Pocztowy nr 3 w Gdańsku, który rozpoczął działalność już w marcu 1920 roku jako Urząd Ekspedycji Pocztowej Gdańsk-Nowy Port).

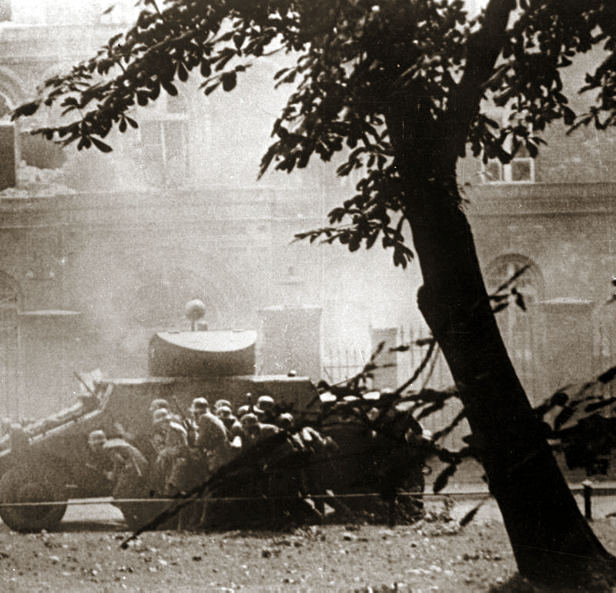
Atak na Polski Urząd Pocztowo-Telegraficzny nr 1 w Gdańsku

Pierwszego września 1939 około godziny 4:45, równocześnie z atakiem na Westerplatte, oddziały Policji Porządkowej (Schutzpolizei) oraz SS Wachsturmbann „Eimann” i SS-Heimwehr Danzig przypuściły pierwszy szturm na polską placówkę przy placu Heweliusza bronioną przez polskich pocztowców. Atak pod dowództwem Leutnanta der Polizei Gerta Heinricha nie powiódł się, gdyż napastnicy zostali zatrzymani silnym ogniem, w tym z broni maszynowej oraz obrzuceni granatami. Bezpośrednie dowodzenie nad akcją przejął Oberst der Polizei Willi Bethke, który otrzymał wsparcie w postaci m.in. pojazdów opancerzonych ADGZ, a także dział piechoty. Rozpoczął się ostrzał artylerii, a przed południem Niemcy rozpoczęli drugi tego dnia atak, który również został odparty. Na kilka godzin nastąpiła przerwa w wymianie ognia, a w tym czasie saperzy niemieccy założyli ładunki wybuchowe. O godzinie 17:15 Niemcy rozpoczęli kolejny atak, poprzedzony detonacją materiałów wybuchowych i ostrzałem artyleryjskim. Zdobyli część gmachu, a pocztowcy kontynuowali walkę, chroniąc się przed ostrzałem w piwnicach. Niemcy wpompowali więc do pomieszczeń piwnicznych benzynę i ją podpalili. Około godziny 19 pocztowcy podjęli decyzję o kapitulacji. Dyrektor Jan Michoń, który niósł białą flagę, został zastrzelony. Kolejny poddający się obrońca, naczelnik Józef Wąsik, został zaatakowany miotaczem ognia i także zginął. Aresztowanych pocztowców niemiecki sąd skazał na karę śmierci; wyrok wykonano 5 października 1939.

### Losy budynku po II wojnie światowej
Po dotarciu do Gdańska wojsk sowieckich w marcu 1945 roku spłonął budynek dawnej Poczty Polskiej przy placu Heweliusza, który w czasie wojny Niemcy użytkowali po remoncie jako Okręgowy Urząd Pracy. W 1951 roku w budynku odbudowanym z gruzów gmachu historycznej Poczty Polskiej utworzono Technikum Telekomunikacyjne, podlegające Ministerstwu Poczty i Telekomunikacji. Od 1959 roku szkoła nosiła nazwę Technikum Łączności im. Obrońców Poczty Polskiej w Gdańsku, a w 1961 roku została przeniesiona do nowego budynku przy ul. Podwale Staromiejskie 51/52, a w jej miejscu powstał internat.
Obiekt przy ulicy Obrońców Poczty Polskiej 1/2 wpisano do rejestru zabytków w 1967 roku. W 1979 roku otwarto tu oddział wrocławskiego Muzeum Poczty i Telekomunikacji oraz reaktywowano Urząd Pocztowy Gdańsk 1. W 2003 roku Muzeum Poczty Polskiej zostało oddziałem Muzeum Historycznego Miasta Gdańska (noszącego od 2018 roku nazwę Muzeum Gdańska).

## Muzeum i jego zbiory
Muzeum Poczty Polskiej w Gdańsku gromadzi dokumenty drukowane, rękopiśmienne i ikonograficzne związane z działalnością patriotyczno-społeczną Polaków w Wolnym Mieście Gdańsku w latach 1920–1939, działalnością Poczty Polskiej na tym obszarze, a w szczególności z bohaterską obroną Polskiego Urzędu Pocztowo-Telegraficznego nr 1 w Gdańsku w dniu wybuchu II wojny światowej.

### Sala główna

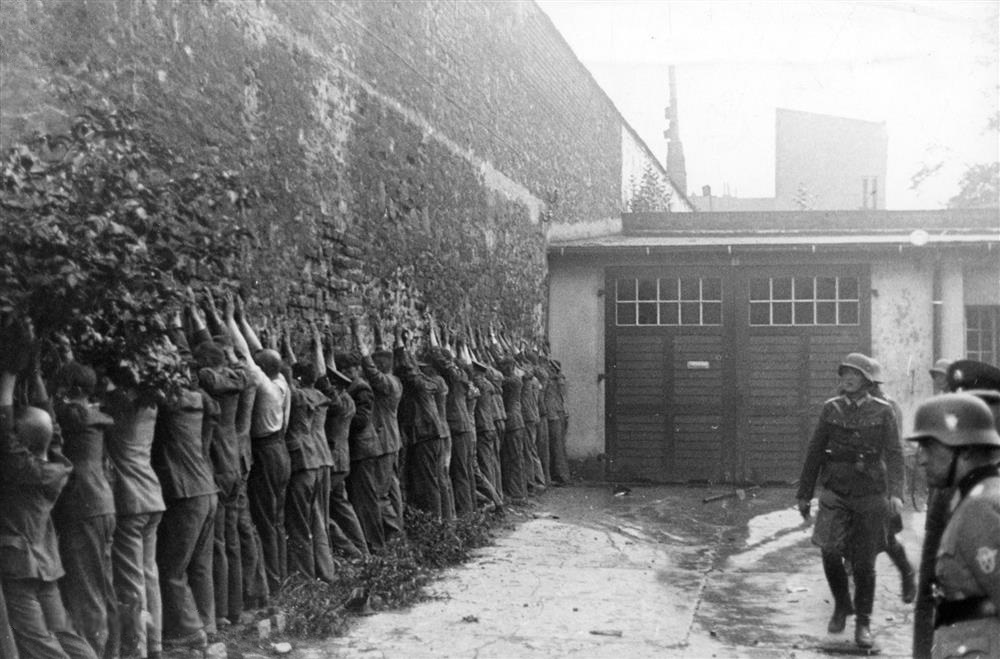
Polscy pocztowcy po kapitulacji i przed egzekucją

Największa sala muzeum skupia się na obronie Polskiego Urzędu Pocztowo-Telegraficznego Gdańsk 1. Prezentowane są tu (przy maszynie do pisania) wspomnienia świadków obrony,
Niemieckie przygotowania do ataku przedstawia kopia dokumentu z 3 lipca 1939 roku opracowanego przez Polizeiobermeistra Ericha Goertza, którego plan przewidywał udział 150 policjantów mających zająć budynek Poczty Polskiej, 24 kolejnych policjantów miało pilnować sąsiednich uliczek, a dodatkowo sześciu zabezpieczyć budynek po jego zajęciu.
W muzeum znajduje się replika niemieckiej armaty polowej 7,5 cm Le.IG 18 (dwa takie działa ostrzeliwały budynek 1 września).
W nowej ekspozycji prezentowane są przedmioty wydobyte podczas ekshumacji ciał pocztowców znalezionych w 1991 roku na miejscu dawnej strzelnicy na Zaspie w mogile przy al. Jana Pawła II 20 (pochowanych w 1992 roku na Cmentarzu na Zaspie), takie jak medaliki, okulary, złota obrączka oraz fragmenty mundurów, a także guzik z orzełkiem, na którym widoczny jest ślad przestrzału.

### Pokój naczelnika
W tzw. Pokoju naczelnika poczty pokazano wygląd typowego miejsca pracy urzędnika Urzędu Pocztowego w Gdańsku. Znajdują się tu biurko i przybory kancelaryjne z lat międzywojennych, spluwaczka, zdjęcia zrobione w 1928 roku z okazji dziesięciolecia Poczt i Telegrafów, a także obraz, który Konrad Guderski otrzymał podczas rejsu „Batorym”.
Zobaczyć tu można również dawne urządzenia telekomunikacyjne, takie jak dalekopis, telegraf oraz telegraf Hughesa, jak również znaczki pocztowe (z nadrukiem bądź napisem Port Gdańsk) i listy, ostemplowane przez urzędy Poczty Polskiej w Gdańsku. Eksponowane są także dokumenty dotyczące prezesów Dyrekcji Okręgu Poczt i Telegrafów RP w Gdańsku: dr. Kazimierza Lenartowicza oraz Józefa Zakrzewskiego.

### Sala Polonii Gdańskiej
Polacy w Wolnym Mieście Gdańsku stanowili 9–13%. Mieli swoją reprezentację polityczną, ale byli przez władze niemieckie dyskryminowani mimo równouprawnienia, gwarantowanego przez Konstytucję Wolnego Miasta Gdańska, zwłaszcza po 1933 roku, kiedy do władzy doszli naziści.
W Sali Polonii Gdańskiej przedstawiono świadectwa aktywności Polaków zamieszkujących Wolne Miasto Gdańsk, nie tylko Gdańsk, ale także Sopot i mniejsze miejscowości. Eksponowane są m.in. sztandar Katolickiego Stowarzyszenia Młodzieży Męskiej, czapki i świadectwa szkół polskich. Znajdują się tu dokumenty polskich organizacji, takich jak Gmina Polska, Związek Polaków, Gdańska Macierz Szkolna, Polskie Zrzeszenie Pracy oraz Polskie Towarzystwo Gimnastyczne „Sokół”. W Gdańsku działał klub sportowy Gedania, założony w 1922 roku. Polacy trenowali tu piłkę nożną i ręczną, lekkoatletykę, strzelectwo, tenis, boks, kolarstwo, a także sporty motorowe.
Wśród eksponatów jest też talerz firmowy z Continental Hotel, gdzie w 1939 internowano polskich oficerów z załogi WST Westerplatte, a także zabytkowy telefon, przez który można posłuchać opowieści rentiera Franza Poguttkego, bohatera felietonów, zamieszczanych na łamach gazety „Danziger Neueste Nachrichten”.

### Korytarz

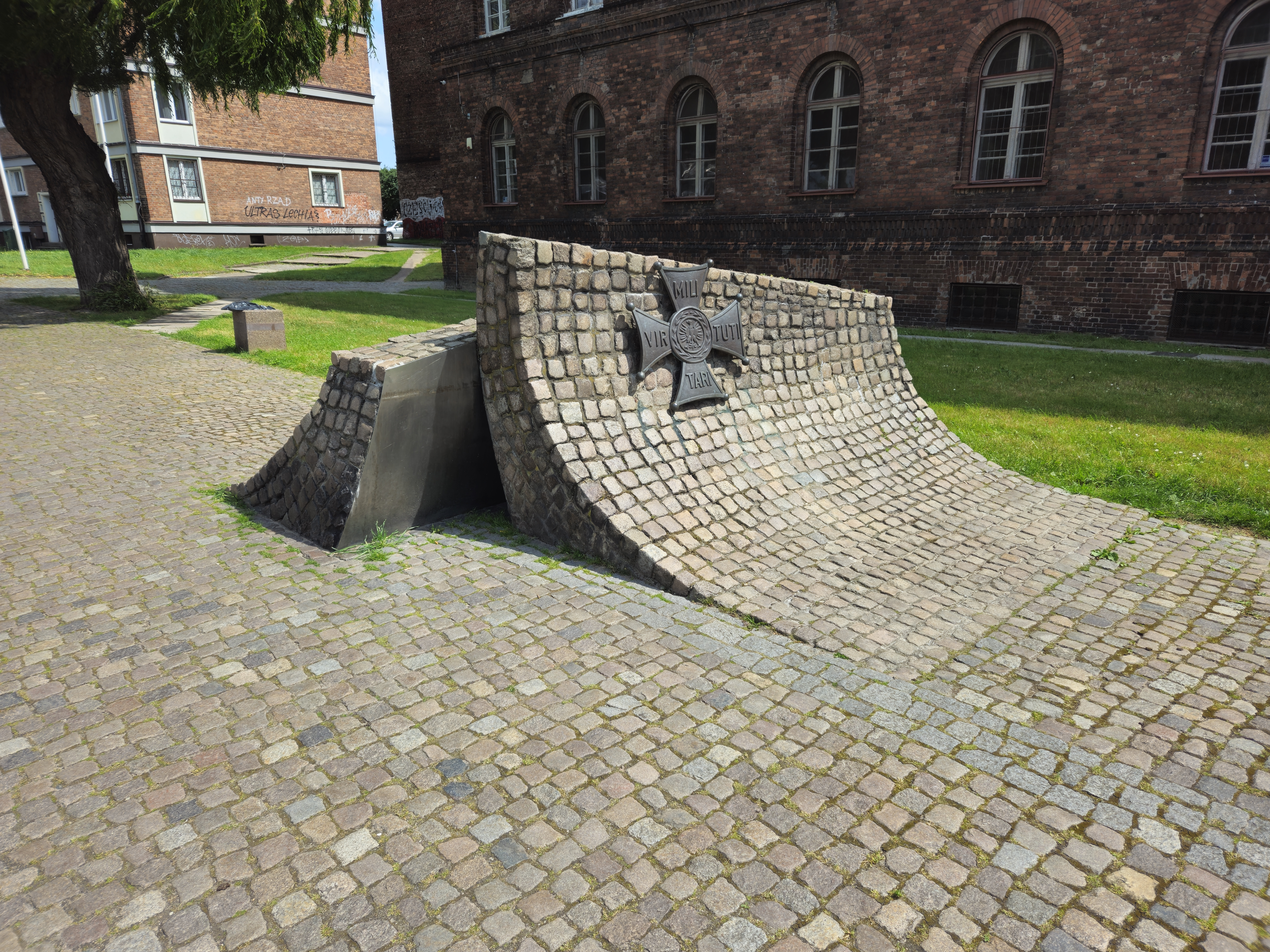
Pomnik z motywem nagrody „Order Virtuti Militari"

Pocztowy korytarz ukazuje przejawy pamięci o obrońcach Poczty Polskiej, w tym utwory muzyczne i literackie. Należą do nich m.in. Blaszany bębenek, powieść noblisty Güntera Grassa wydana w 1959 roku. Bohaterem pierwszej części tzw. „Trylogii gdańskiej” jest pracownik Poczty Polskiej w Gdańsku Jan Broński. Film na podstawie powieści powstał w 1979 roku, jego reżyserem był Volker Schlöndorff, a rolę Brońskiego zagrał Daniel Olbrychski. W 1958 roku premierę miał z kolei film Wolne miasto w reżyserii Stanisława Różewicza, którego tematem jest obrona Poczty Polskiej.
Przedstawione są też książki popularnonaukowe na ten temat, w tym Poczta Polska w Gdańsku: dzieje pewnego niemieckiego zabójstwa sądowego napisana przez Dietera Schenka i dotycząca zbrodni sądowej, jaką był wyrok śmierci wydany na pocztowców, wykonany 5 października 1939. Prezentowane są tu informacje o odznaczeniach jakie otrzymali obrońcy Poczty Polskiej w Gdańsku, a także Księga Złota Związku Pracowników Poczt, Telegrafów i Telefonów Rzeczypospolitej Polskiej Koła Okręgowego Gdańsk, 1921–1928, 1939–1945. Na fragmencie sufitu z Domu Tornwalda, znajdującego się w Gdańsku przy ul. Nowe Ogrody 7, podpisali się Franciszek Ling oraz Władysław Deik, późniejszy obrońca Westerplatte.

## Otoczenie muzeum

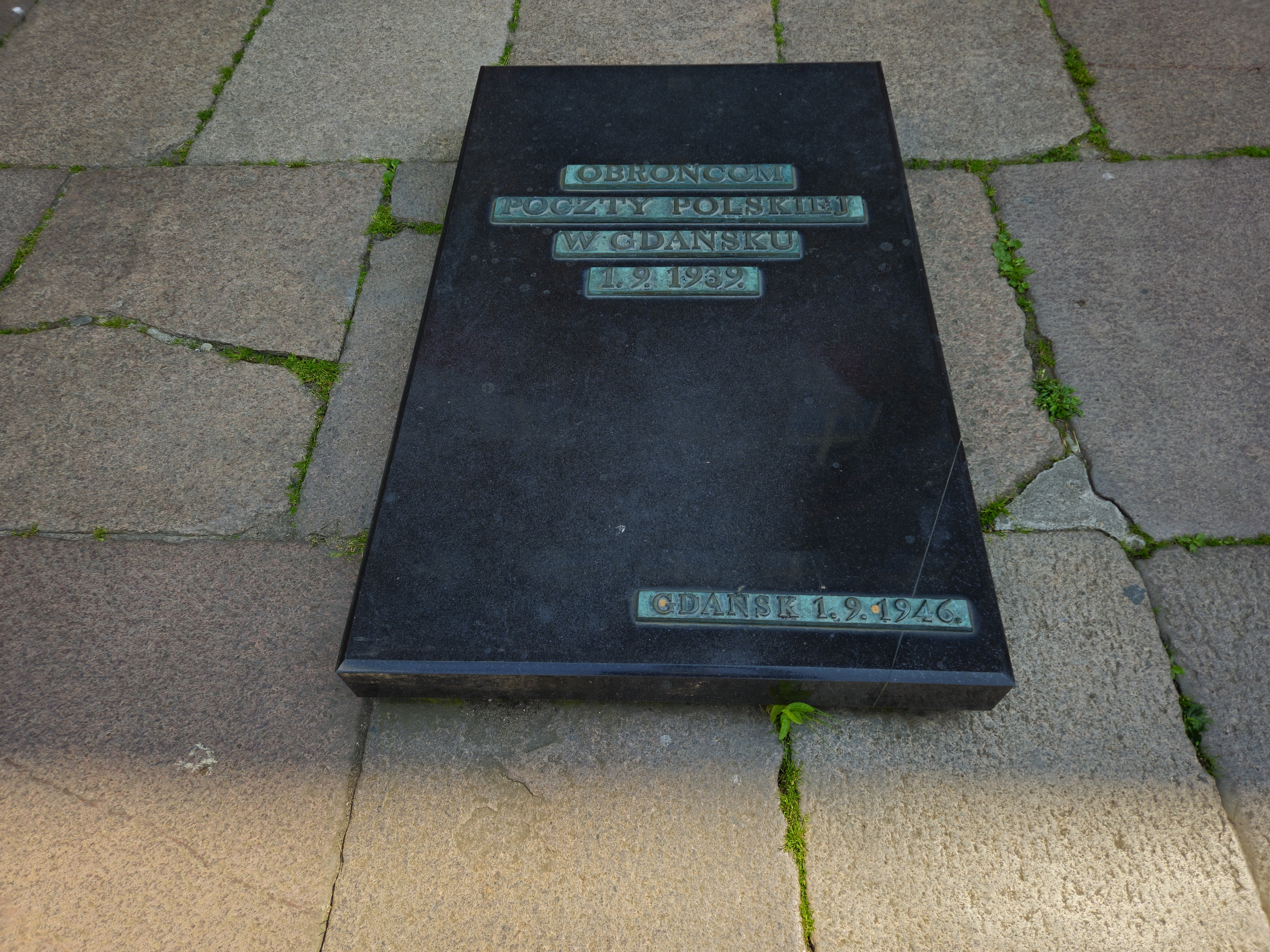
Tablica pamiątkowa

Przed wejściem do gmachu Poczty Polskiej oraz na jego dziedzińcu znajdują się tablice ku czci obrońców Poczty Polskiej, najstarsza odsłonięta już w 1946 roku. Na placu Obrońców Poczty Polskiej znajduje się Pomnik Obrońców Poczty Polskiej w Gdańsku, odsłonięty 1 września 1979. Przedstawia umierającego pocztowca, któremu bogini zwycięstwa Nike podaje karabin, z otwartej torby pocztowej wysypują się listy, a nad boginią wzlatują gołębie. Częścią założenia pomnikowego są zbudowane z kamiennej kostki fale, na których umieszczono wyobrażenie orderu Virtuti Militari oraz pieczęci Dyrekcji Okręgu Poczt i Telegrafu RP w Gdańsku.
Na murze odgradzającym dziedziniec Poczty Polskiej znajdują się płaskorzeźba z brązu pochodząca z 1979 roku i tablica upamiętniająca nadanie w 1998 roku obrońcom Poczty Polskiej tytułów honorowego obywatela Gdańska. Pod murem tym, pod którym stali w 1939 roku obrońcy Poczty Polskiej wzięci do niewoli, w 2005 roku umieszczono cegiełki ze śladami odciśniętych dłoni – Pomnik Łączący Pokolenia.